# سيد بطاطس
سيد بطاطس (Mr. Potato) هي لعبة للأطفال اخترعها جورج لرنر في اخر الأربعينات وقامت شركة هاسبرو بتسويقها سنة 1952. سيد بطاطس هي عبارة عن دمية لها رأس بلاستيكي على شكل بطاطا ويمكن تغيير أنفه أو قبعته أو شواربه.
كان الهدف من إطلاقها إعطائها كهدية مع فطور رقائق الذرة وكانت ستوزع على شكل عدة قطع متوزعة على عدة علب رقائق ذرة. قام جورج لرنر بطرح فكرته على مصنع الأقمشة للأخوان منريو لرنر هاسنفيلد الذان أعجبا بالفكرة وقاما بشراء حقوقها. عند تسويق اللعبة لأول مرة كانت متكونة من 30 قطعة يتم تجميعها. عند تسويقها سنة 1952 أصبحت أول لعبة يتم عمل دعاية تلفزيونية لها وبلغت مجموع الأرباح الصافية للعبة 4 ملايين دولار أمريكي في أول سنة تسويق لها.
في سنة 1953 تم تسويق سيدة بطاطس وبعد ذلك بقليل تم تسويق كل من الأخ سبود (Brother Spud) والأخت يام (Sister Yam) كجزء من عائلة بطاطس. كان الهدف من اللعبة لأول مرة تسويق قطع صغيرة يتم تركيبها على خضروات ولكن في آخر الخمسينات تم إضافة جسد صغير حتى يتم تركيب مختلف القطع عليها.
يُعتبر سيد بطاطس أحد الشخصيّات الرئيسية في سلسلة حكاية لعبة وظهر سيد بطاطس في مسلسل الأطفال لعبة طفل كما قامت قناة فوكس للأطفال بإنتاج برنامج تلفزيوني بين 1998-1999 قصيرر يحمل اسم (The Mr. Potato Head Show).
في سنة 2006 بدأت شركة هاسبرو تسويق قطع صغيرة بشكل منفرد عوض الاضطرار لشراء جسد سيد بطاطس في كل مرة كما أضيفت شخصيات أخرى كحورية البحر والقرصان والملك والأميرة ورجل الأطفاء.